# Taylors
Taylors és una concentració de població designada pel cens dels Estats Units a l'estat de Carolina del Sud. Segons el cens del 2000 tenia 20.125 habitants.

## Demografia
Segons el cens del 2000, Taylors tenia 20.125 habitants, 7.978 habitatges i 5.720 famílies. La densitat de població era de 715,5 habitants/km².
Dels 7.978 habitatges en un 34,3% hi vivien nens de menys de 18 anys, en un 56,4% hi vivien parelles casades, en un 12,5% dones solteres, i en un 28,3% no eren unitats familiars. En el 23,4% dels habitatges hi vivien persones soles el 6,2% de les quals corresponia a persones de 65 anys o més que vivien soles. El nombre mitjà de persones vivint en cada habitatge era de 2,52 i el nombre mitjà de persones que vivien en cada família era de 2,98.
Per edats la població es repartia de la següent manera: un 25,7% tenia menys de 18 anys, un 8,4% entre 18 i 24, un 31,5% entre 25 i 44, un 24% de 45 a 60 i un 10,4% 65 anys o més.
L'edat mediana era de 36 anys. Per cada 100 dones de 18 o més anys hi havia 89,4 homes.
La renda mediana per habitatge era de 46.986 $ i la renda mediana per família de 55.241 $. Els homes tenien una renda mediana de 39.458 $ mentre que les dones 28.057 $. La renda per capita de la població era de 21.463 $. Entorn del 6,8% de les famílies i el 8% de la població estaven per davall del llindar de pobresa.

## Poblacions més properes
El següent diagrama mostra les poblacions més properes.